# أنطونيا كيدمان
أنطونيا كيدمان (مواليد 14 يوليو 1970)، هي صحفية ومقدمة برامج تلفزيونية أسترالية، وهي الأخت الصغرى للممثلة الشهيرة نيكول كيدمان، وابنة عالم النفس أنطوني كيدمان.

## النشأة والأسرة
وُلدت كيدمان  في ملبورن، فيكتوريا، أستراليا، عام 1970، وهي الابنة الصغرى للأخصائي النفسي السريري أنطوني كيدمان. التحقت بكلية مونتي سانت أنجيلو ميرسي في شمال سيدني.
بدأت كيدمان حياتها المهنية في الصحافة كباحثة في برنامج «اليوم» التابع لشبكة «Nine Network»، ثم عملت لاحقًا كمراسلة إخبارية لشبكة «NBN Television» ومقرها نيوكاسل. كانت لها علاقة مهنية طويلة مع شركة «Foxtel»، وفي عام 2002 قدمت سلسلتها الخاصة، «The Little Things»، وهي سلسلة تعليمية حول تربية الأطفال على قناة دبليو. في عام 2003، أصدرت فيديو يوغا بعنوان Antonia Fitness Yoga: The Power and Style of Ashtanga .  تبع ذلك سلسلة The Bigger Things في عام 2006.

## الجوائز والتكريمات
- في عام 2008، حصلت كيدمان على الشخصية الأنثوية المفضلة في حفل جوائز أسترا للمرة الثانية. [5]
- في عام 2010، أصبحت «سفيرة» وكالة سفريات صينية،Book China Online.[6]

## من مؤلفاتها
شاركت كيدمان في تأليف كتابين عن الأبوة والأمومة: Feeding Fussy Kids (2009) و The Simple Things: إنشاء منزل منظم وعائلة سعيدة وحياة تستحق العيش (2012). 

## حياتها الأسرية
تزوجت كيدمان من أنجوس هاولي في فبراير 1996. أقيم حفل زفافهما في كنيسة «Monte Sant 'Angelo Mercy College» بحضور أختها الممثلة نيكول كيدمان وزوجها توم كروز آنذاك. معًا.
كيدمان وهاولي لديهما أربعة أطفال: ابنتان، لوسيا (مواليد 1998) وسيبيلا (مواليد 2007) وولدان، هاميش «هامي» (مواليد 2001) وجيمس (مواليد 2003). في مايو 2007، انتهى زواج هاولي وكيدمان الذي دام 11 عامًا. بقيت كيدمان مع الأطفال في منزل العائلة في غرينتش، سيدني، واستمر الزوجان في تقاسم مسؤولية تربية أطفالهم. توفي هاولي بنوبة قلبية في أبريل 2015، عن عمر يناهز 46 عامًا.
في أبريل 2010، تزوجت كيدمان من كريج ماران، وهو رجل أعمال مقيم في سنغافورة. كيدمان وماران لديهما ولدان، نيكولاس (من مواليد ديسمبر 2010)، وألكسندر نورمان كيدمان ماران (من مواليد ديسمبر 2012).

## روابط خارجية
- Antonia Kidman في قاعدة بيانات الأفلام على الإنترنت
- موقع Bemoneyconfident.com يضم أنطونيا كيدمان
- حمل كيدمان الحقيقي ، لوك ريكيتسون ، سيدني مورنينغ هيرالد ، 6 أكتوبر 2006